# Doto eireana
Doto eireana är en snäckart som beskrevs av Henning Mourier Lemche 1976. Doto eireana ingår i släktet Doto och familjen Dotoidae. Inga underarter finns listade i Catalogue of Life.